# U-710
| U-710                      | U-710                                                          | U-710                                                          |
| -------------------------- | -------------------------------------------------------------- | -------------------------------------------------------------- |
|                            |                                                                |                                                                |
|                            |                                                                |                                                                |
|                            |                                                                |                                                                |
| Під прапором               | Третій рейх                                                    | Третій рейх                                                    |
| Спуск на воду              | 12 травня 1942 року                                            | 12 травня 1942 року                                            |
| Виведений зі складу флоту  | 24 квітня 1943 року                                            | 24 квітня 1943 року                                            |
| Сучасний статус            | затоплений                                                     | затоплений                                                     |
| Проєкт                     |                                                                |                                                                |
| Тип ПЧ                     | Торпедний ДПЧ                                                  | Торпедний ДПЧ                                                  |
| Основні характеристики     |                                                                |                                                                |
| Швидкість (надводна)       | 17,7 вузлів                                                    | 17,7 вузлів                                                    |
| Швидкість (підводна)       | 7,6 вузлів                                                     | 7,6 вузлів                                                     |
| Робоча глибина занурення   | 100 м                                                          | 100 м                                                          |
| Гранична глибина занурення | 220 м                                                          | 220 м                                                          |
| Екіпаж                     | 44 осіб                                                        | 44 осіб                                                        |
| Розміри                    |                                                                |                                                                |
| Довжина найбільша (по КВЛ) | 67,1 м                                                         | 67,1 м                                                         |
| Ширина корпусу найб.       | 6,2 м                                                          | 6,2 м                                                          |
| Висота                     | 9,6 м                                                          | 9,6 м                                                          |
| Середня осадка (по КВЛ)    | 4,70 м                                                         | 4,70 м                                                         |
| Водотоннажність надводна   | 769 т                                                          | 769 т                                                          |
| Озброєння                  |                                                                |                                                                |
| Артилерія                  | одна палубна гармата калібру 88-мм, одна 20-мм зенітна гармата | одна палубна гармата калібру 88-мм, одна 20-мм зенітна гармата |
| Торпедно- мінне озброєння  | 4 носових і один кормовий ТА. 14 торпед або 26 мін             | 4 носових і один кормовий ТА. 14 торпед або 26 мін             |

U-710 — німецький підводний човен типу VIIC, часів  Другої світової війни.
Замовлення на будівництво човна було віддане 15 серпня 1940 року. Човен був закладений на верфі суднобудівної компанії «H C Stulcken Sohn» у місті Гамбург 4 червня 1941 року під заводським номером 774, спущений на воду 12 травня 1942 року, 2 вересня 1942 року увійшов до складу 5-ї флотилії. Також за час служби входив до складу 7-ї флотилії. Єдиним командиром човна був оберлейтенант-цур-зее Дітріх фон Карлевіц.
Човен зробив 1 бойовий похід, в якому не потопив і не пошкодив жодного судна.
Потоплений 24 квітня 1943 року в Північній Атлантиці південніше Ісландії (61°25′ пн. ш. 19°48′ зх. д. / 61.417° пн. ш. 19.800° зх. д.) глибинними бомбами британського бомбардувальника «Летюча фортеця». Всі 49 членів екіпажу загинули.